# 倪长圩
倪长圩，字伯屏，浙江平湖縣人，明朝政治人物，同进士出身。

## 生平
崇禎九年（1636年）丙子科浙江鄉試第一名舉人。崇禎十年（1637年）聯捷丁丑科進士，初任蘇州府推官，与知府陳洪謐以慈，倪以嚴，恩威并濟，士民立雙清書院祀之。崇禎十五年（1642年）任嘉定县知县。擢兵部主事。甲申後歸鄉，与检讨屠象美为莫逆之交。魯王朱以海監國，陞倪長圩為兵科給事中，紹興府失陷後在奉化寧海山出家為僧。

## 家族
曾祖倪震，壽官；祖倪邦重，介賓；父倪望逵，壬子举人。